# Canto notturno di un pastore errante dell'Asia
Il Canto notturno di un pastore errante dell'Asia è una poesia di Giacomo Leopardi composta a Recanati tra il 1829 e il 1830.
Il poeta, nelle vesti di un pastore, interroga la luna sulla condizione umana, e sul suo incarico di governare il gregge, che non è a conoscenza del dolore dell'esistenza, in quanto di natura animale; il pastore interroga ancora la luna, senza ricevere risposta; sogna di viaggiare, di volare via dal mondo, ma non può, e così conclude che è tragico l'essere nati.

## Storia
Il canto, composto a Recanati tra il 23 ottobre 1829 e l'8 aprile 1830, appartiene al cosiddetto ciclo pisano-recanatese e fu pubblicato nel 1831, nell'edizione fiorentina dei Canti. L'idea di questo componimento derivò a Leopardi dalla lettura di una cronaca di viaggio apparsa nel 1826 sul Journal des Savants, intitolata Voyage d'Orenbourg à Boukhara fait en 1820, nella quale si raccontava della missione politica e culturale compiuta dal barone russo Egor K. Mejendorf (1795-1863) nelle steppe dell'Asia. Il passo che più colpì Giacomo fu quello in cui erano descritte le abitudini dei pastori kirghisi, soliti intonare canti alla Luna durante le ore del riposo notturno. Lo stesso Leopardi il 3 ottobre 1828 annotò quest'informazione nello Zibaldone, dove leggiamo:
(Giacomo Leopardi)

## Contenuto
Il canto si apre con il pastore kirghiso che rivolge delle domande retoriche alla luna, muta e preziosa confidente delle sue angosce, rivelandole i propri dubbi sul senso della vita. Contemplando la ricorrenza, pressoché eterna, del moto lunare, il pastore effettua un parallelismo tra la sua vita e il viaggio notturno dell'astro (vv. 9-10: «Somiglia alla tua vita / la vita del pastore»): così come la luna compie ogni sera il suo percorso nel firmamento, anche il pastore percorre gli stessi campi ogni giorno, guardando le cose meccanicamente, senza nessun interesse. Non riuscendo a dare un senso alla propria esistenza, il pastore mette in dubbio la sostanza dello stesso universo (vv. 16-18: «Dimmi, o luna: a che vale / al pastor la sua vita, / la vostra vita a voi?»): sia la vita umana che il cosmo, infatti, sembrano essere sprovvisti di un significato e di un senso.

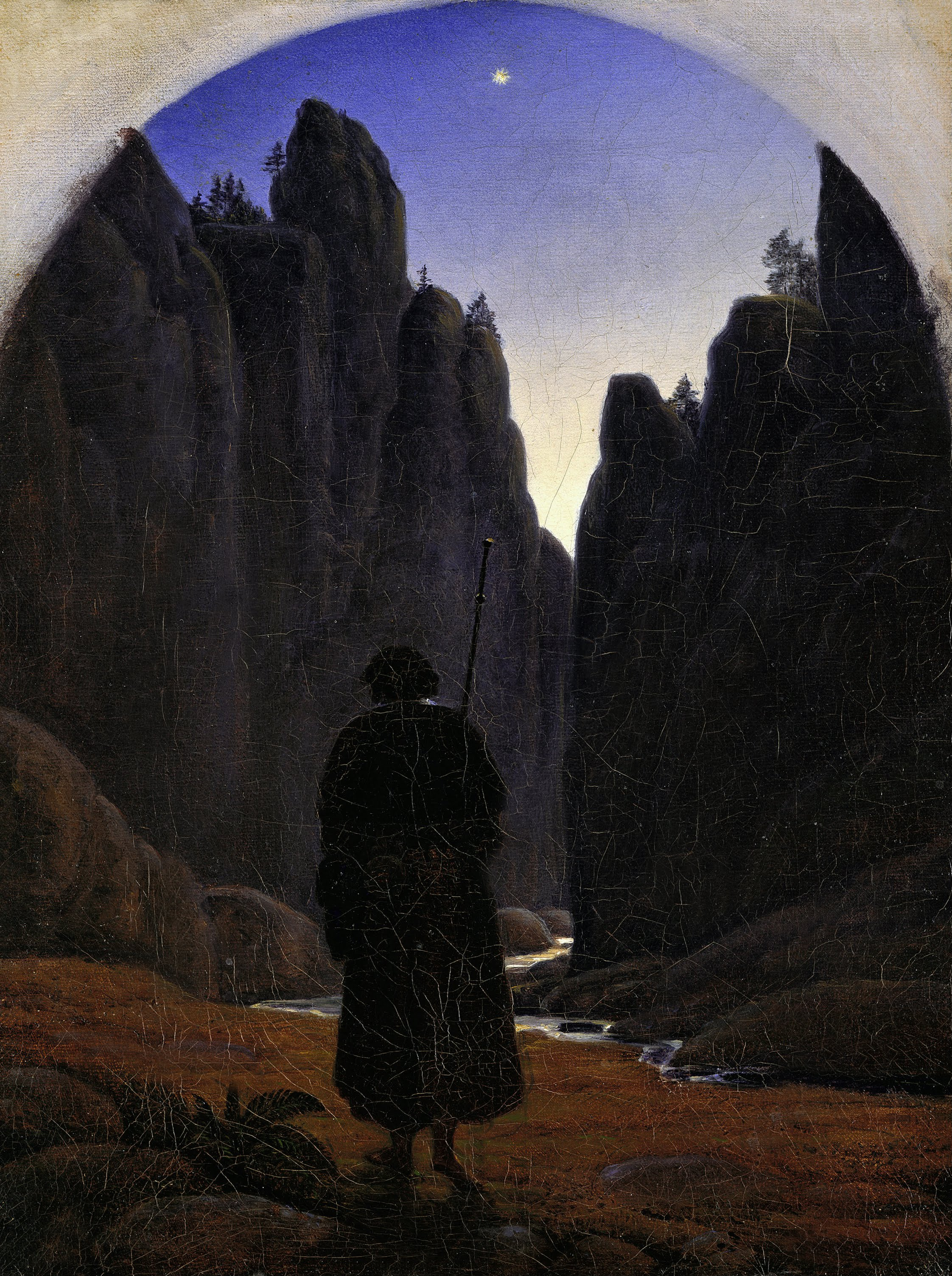
Carl Gustav Carus, Pellegrino in una valle rocciosa (1820 circa); olio su tela, 22x28 cm, Berlino, Alte Nationalgalerie

L'incipit della seconda strofa rinvia a un celebre sonetto petrarchesco, Movesi il vecchierel canuto e bianco (Canzoniere, XVI), dal quale riprende l'immagine di un anziano che, con i suoi affanni, nel Canto notturno assurge a simbolo della condizione umana. Secondo il pastore la vita può essere paragonata al faticoso cammino di un «vecchierel bianco, infermo, / mezzo vestito e scalzo, / con gravissimo fascio in su le spalle / [che] corre via, corre, anela, / varca torrenti e stagni, / cade, risorge» (vv. 21-30): questa tumultuosa vicenda si concluderà inesorabilmente con la morte (vv. 37-38: «Vergine luna, tale / è la vita mortale»). È utile, per comprendere appieno questa metafora, consultare un passo dello Zibaldone che riprende quasi letteralmente questo passo:
Il pastore errante, insomma, critica gli sviluppi della vita umana, la quale a suo giudizio è null'altro che un viaggio affannoso verso la morte. Questa tesi è avallata da una serie di considerazioni: l'uomo nasce per soffrire, osserva il pastore, e la stessa nascita presenta rischi di morte (in riferimento alle complicanze del parto: all'inizio dell'Ottocento la mortalità alla nascita era molto alta). Ma, anche nel caso che il nascituro sopravviva, egli proverà dolore e sofferenza sin dalla nascita (notoriamente i bambini appena nati piangono). Viene poi approfondito il legame indissolubile tra genitori e figli, accettato dal pastore che tuttavia si chiede che senso abbia dare al mondo un bambino se poi bisogna comunque consolarlo per le continue sofferenze che esso patirà.
Nonostante lo stato di miseria del pastore la luna è «intatta», nel senso che rivela un sostanziale disinteresse per le domande quasi ingenue del pastore (vv. 59-60: «Ma tu mortal non sei, / e, forse del mio dir poco ti cale»); è tuttavia pienamente consapevole delle dinamiche che regolano gli accadimenti umani, nonostante il suo silenzio e la sua apparente indifferenza. Il pastore errante, pertanto, decide di proseguire il suo colloquio con l'«eterna peregrina» chiedendole perché gli uomini soffrono e continuano a desiderare invano. Impostata su queste domande, la strofa prosegue con il pastore che, alzati gli occhi alla volta celeste, si rende desolatamente conto dell'immensità del cosmo: egli non sa quale beneficio apporta questo universo «smisurato e superbo», né è a conoscenza del motivo per cui stelle e pianeti continuano questo loro andirivieni in un movimento pressoché perpetuo. L'unica certezza che ha è che la vita è dolore e sofferenza (v. 104: «a me la vita è male»).
Oppresso da queste angosce, nella quinta strofa il pastore si rivolge al proprio gregge, l'unica compagnia di esseri viventi della quale dispone: le pecore, tuttavia, non sono tormentate dalla noia e dal tedio, sentimenti che invece sono costitutivi essenziali dell'animo umano, né sono consapevoli del loro infelice destino. Nella sesta e ultima strofa il pastore cerca invece di compensare la propria tristezza nell'immaginazione, sperando di poter sottrarsi alla sua infelice condizione dotandosi di ali per fuggire, così da contare le stelle una ad una e ricercare felicità infinite. Quest'ipotesi più immaginosa viene tuttavia soppressa dall'accettazione razionale che il dolore è il destino che attende tutti gli esseri viventi, in quanto è parte integrante e vitale della vita stessa (vv. 141-143: «forse in qual forma, in quale / stato che sia, dentro covile o cuna, / è funesto a chi nasce il dì natale»).

## Analisi
Il Canto notturno di un pastore errante dell'Asia è composto da sei strofe libere in cui si alternano liberamente endecasillabi e settenari, con cadenze ritmiche che assecondano l'andamento melodico. Le rime sono libere secondo le esigenze dell'ispirazione: l'unico elemento di regolarità è dato dall'ultimo verso di ciascuna strofa, dove ritorna regolarmente la rima in «-ale», impiegata da Leopardi per «imprime[re] una cadenza stanca, sconsolata, dolente» (Binni).
È interessante notare che nel Canto notturno Leopardi crea un personaggio apposito al quale affida la voce narrante della composizione. Questa scelta, se non è rintracciabile nelle prime composizioni leopardiane (si pensi Alla luna), la ritroviamo nelle canzoni filosofiche A Bruto e Ultimo canto di Saffo: nel Canto notturno, tuttavia, l'alter ego di Leopardi non è più un personaggio tratto dall'antichità,  è un pastore nomade dell'Asia, incolto, primitivo e assai distante dal suo orizzonte culturale: in questo modo il poeta riesce a rendere universalmente valido il suo punto di vista, secondo il quale il dolore di vivere non è esclusivo degli uomini moderni, ma è noto a tutti gli esseri viventi.
In tal senso, con il Canto notturno Leopardi approda definitivamente alla svolta «cosmica» del suo pessimismo. Se negli anni precedenti egli pensava che gli uomini erano stati creati per essere felici, ora diviene pienamente consapevole che l'infelicità è universale ed è radicata ab origine in tutti gli esseri viventi, destinati dalla Natura - madre matrigna e non più benigna - a condurre un'esistenza fatta di dolore e sofferenza.
L'intera composizione presenta un andamento cantilenante: lo stesso Mario Fubini si riferiva a un'«antichissima e primitiva nenia» quando parlava del Canto notturno. Tale ritmo è ottenuto, oltre grazie alla rima costante in «-ale» (della quale abbiamo già parlato), anche grazie all'adozione di una sintassi semplice, ricca di periodi brevi e incalzanti, e alle frequenti iterazioni lessicali (il primo verso si apre e si chiude con «che fai», e nella prima strofa il termine «luna» è ripetuto tre volte).

## Figure retoriche

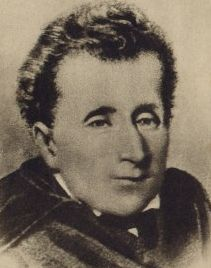
Ritratto proto-fotografico di Giacomo Leopardi, autore dell'idillio, negli anni 1830

Di seguito sono riportate le figure retoriche che accompagnano il Canto notturno:
- Adynaton: v. 128: «Se tu parlar sapessi, io chiederei»; vv. 133-138: «Forse s'avess'io l'ale… più felice sarei»;
- Allegoria: v. 21 (occupa l’intera strofa): «Vecchierel bianco infermo»;
- Allitterazioni della "v": vv. 16-19: «Dimmi, o luna: a che vale / al pastor la sua vita, / la vostra vita a voi? dimmi: ove tende / questo vagar mio breve, / il tuo corso immortale?»; della "l": vv. 1-2: «Che fai tu, luna, in ciel? dimmi, che fai, / silenziosa luna?»; della "s": v. 14: «poi stanco si riposa in su la sera»; vv. 3-4: «sorgi la sera, e vai, / contemplando i deserti; indi ti posi»; vv. 65-66: «che sia questo morir, questo supremo / scolorar del sembiante»;
- Anadiplosi: vv. 9-10: «alla tua vita/ la vita»; vv. 17-18: «la sua vita/ la vostra vita»; vv. 64-65: «che sia;/ che sia»;
- Anafore: vv. 5,7: «ancor»; vv. 16, 18: «dimmi»; vv. 52-53, 56: «perché»; vv. 101-102: «che»; vv. 137-138: «più felice sarei»; vv. 133, 139, 141: «forse»;
- Anastrofi: vv. 94-98: «d'ogni celeste, ogni terrena cosa/… uso alcuno, alcun frutto/ indovinar non so»; vv. 101-104: «degli eterni giri / dell’esser mio frale,/ qualche bene o contento/ avrà fors'altri»; vv. 108-109: «d’affanno/ quasi libera vai»; v. 132: «me, s'io giaccio in riposo, il tedio assale?»;
- Antitesi: vv. 17-18: «al pastor la sua vita/ la vostra vita a voi»; vv. 19-20: «questo vagar mio breve/ il tuo corso immortale»; vv. 57-59: «tale/ è lo stato mortale./ Ma tu mortal non sei»; vv. 98-100: «Ma tu per certo,/ giovinetta immortal, conosci il tutto./ Questo io conosco e sento»; vv. 103-104: «qualche bene o contento/ avrà fors'altri; a me la vita è male»; vv. 113-117: «Quando tu siedi all'ombra …/ ed io pur seggo sovra l’erbe all'ombra»; vv. 124-126: «Quel che tu goda o quanto/ non so già dir…/ ed io godo ancor poco»; vv. 129-132: «giacendo/ a bell'agio, ozioso,/ s’appaga ogni animale;/ me, s’io giaccio in riposo, il tedio assale»;
- Apostrofe: v. 1: «luna»; v. 2: «silenziosa luna»; v. 16: «o luna»; v. 37: «vergine luna»; v. 57: «intatta luna»; v. 61: «solinga, eterna peregrina»; v. 99: «giovinetta immortal»; v. 105, 127: «o greggia mia»; v. 137: «dolce mia greggia»; v. 138: «candida luna»;
- Chiasmi: vv. 16-18: «a che vale /al pastor la sua vita, / la vostra vita a voi?»; v. 97: «uso alcuno, alcun frutto»;
- Enjambements: vv. 12-13; vv. 16-17; vv. 18-19; vv. 26-27; vv. 69-70; vv. 70-71; vv. 75-76; vv. 87-88; vv. 88-89; vv. 90-91; vv. 93-94; vv. 108-109; vv. 108-109; vv. 141-142;
- Epanadiplosi: v. 1: «che fai… che fai»;
- Esclamazioni: v. 105-106: «o greggia mia che posi, oh te beata / che la miseria tua, credo, non sai!»; v. 107: «Quanta invidia ti porto!»;
- Interrogative retoriche: vv. 1-2: «che fai tu, luna…?»; vv. 5-6: «Ancor non sei tu paga…calli?»; vv. 7-8: «Ancor non prendi a schivo… valli?»; vv. 16-18: «Dimmi, o luna… a voi?»; vv. 18-20: «dimmi: ove tende… immortale?»; vv. 52-54: «Ma perché dare al sole …. Consolar convenga?»; vv. 55-56: «Se la vita …si dura?»; v. 86: «A che tante facelle?»; vv. 87-88: «Che fa l’aria infinita …infinito seren?»; vv. 88-89: «che vuol dir… immensa? Ed io che sono?»; vv. 129-132: «dimmi: perché giacendo / … il tedio assale?»;
- Iperbole: vv. 35-36: «abisso orrido, immenso/ ov'ei precipitando il tutto obblia»;
- Metafore: v. 19: «questo vagar mio breve»; v. 52: «dare al sole»; vv. 65-66: «supremo/ scolorar del sembiante»; v. 70: «frutto»; v. 75: «l’ardore»; v. 86: «facelle»; vv. 90-91: «stanza/ smisurata e superba»; v. 92: «innumerabile famiglia»; v. 119: «uno spron quasi mi punge»;
- Metonimia: v. 142: «dentro covile o cuna»;
- Ossimoro: v. 143: «è funesto a chi nasce il dì natale»;
- Personificazioni: vv. 61-62: «solinga, eterna peregrina,/ che sì pensosa sei»; v. 80: «muta»; v. 99: «giovinetta immortal»;
- Sineddochi: v. 21: «bianco»; v. 88: «seren»; v. 94: «celeste».